# Vero Beach South
Vero Beach South – jednostka osadnicza w Stanach Zjednoczonych, w stanie Floryda, w hrabstwie Indian River.